# Síndrome de Diògenes
|  | No s'ha de confondre amb Acumulació compulsiva. |

La síndrome de Diògenes és un trastorn del comportament que normalment afecta les persones d'edat avançada que viuen soles. Es caracteritza per un abandonament personal i social total i per l'aïllament voluntari del malalt a casa seva.
Als anys 1960, es va dur a terme el primer estudi d'aquest patró de conducta, que el 1975 es va anomenar síndrome de Diògenes, en referència a Diògenes de Sinop, un filòsof grec (filòsof socràtic menor) que va adoptar i va promulgar fins a l'extrem els ideals de privació i independència de les necessitats materials. Aquest nom sembla històricament incorrecte.

## Història
L'origen de la síndrome és desconegut, tot i que el terme “Diògenes” va ser encunyat per A. N. G. Clarke et al. a mitjans dels 70 i s'ha utilitzat comunament des de llavors. La síndrome de Diògenes va ser reconeguda de manera més prominent com un fenomen mediàtic en els mitjans de comunicació populars més que en la literatura mèdica. La descripció primària d'aquesta síndrome només l'han esmentada recentment geriatres i psiquiatres.

## Símptomes
La persona que pateix aquest trastorn es caracteritza per aïllar-se socialment, i arriba a recloure's a casa, a més de desatendre'n absolutament la neteja i tota higiene personal.
Pel fet que creuen que es troben en una situació de pobresa extrema —situació, de fet, poc freqüent—, tendeixen a intentar estalviar el màxim possible, i arriben a reunir grans quantitats de diners sense tenir consciència del que posseeixen realment. També solen acumular grans quantitats d'escombraries i andròmines a casa seva, la qual cosa els aboca a viure en situacions insalubres.

## Pacients
Aquests comportaments se solen trobar en persones d'edat avançada que se senten soles, sovint a causa de la mort d'un cònjuge o familiar molt proper. A més, factors com ara les penúries econòmiques poden encoratjar aquest comportament, malgrat que no n'és un factor clau, ja que es coneixen casos en persones de nivell socioeconòmic alt que pateixen la síndrome. En definitiva, la solitud és el principal factor que desencadena aquest trastorn.
- Tractament: el tractament ha de començar per la detecció dels casos de risc, l'ingrés en un hospital o una unitat de geriatria, i l'abordatge dels trastorns mèdics. S'han d'adoptar les mesures de protecció social pertinents, i evitar el retorn del malalt a les condicions de vida prèvies. En alguns casos, cal tractar la patologia psiquiàtrica associada (depressió, deliris crònics). Si no és possible assegurar la convivència o situar el pacient en una institució social, cal fer-ne un seguiment crònic, visites domiciliàries, i treball coordinat dels serveis sanitaris (metges, infermers) i socials (treballadors socials).

- Consells a les famílies: els familiars haurien de vigilar les persones grans que visquin soles, especialment si han observat algun factor de risc, com ara un comportament esquerp o un aïllament voluntari. No obstant això, amb freqüència resulta difícil ajudar-los, ja que són ells mateixos els qui eviten tot tipus d'atenció. Això fa que, de vegades, arribi fins i tot a debatre's si es tracta realment d'una malaltia o només d'un estil de vida.

## Per a saber-ne més
- Radebaugh, TS; Hooper, FJ; Gruenberg, EM. «The social breakdown syndrome in the elderly population living in the community: the helping study». Br J Psychiatry, 151, 3, 1987, pàg. 341–6. DOI: 10.1192/bjp.151.3.341. PMID: 3501323.
- Shah, AK «Senile squalour syndrome: what to expect and how to treat it». Geriatr Med, 20, 1990, pàg. 10–26.
- Wrigley, M; Cooney, C. «Diogenes syndrome--an Irish series». Ir J Psychol Med, 9, 1992, pàg. 37–41.
- Snowdon, J. «Uncleanliness among persons seen by community health workers». Hosp Community Psychiatry, 38, 5, 1987, pàg. 491–4. DOI: 10.1176/ps.38.5.491. PMID: 3596484.
- Berlyne, N. «Diogenes syndrome». Lancet, 305, 7905, 1975, pàg. 515. DOI: 10.1016/S0140-6736(75)92850-0.
- Cole, AJ; Gillett, TP.; Fairbairn, Andrew «A case of senile self-neglect in a married couple: 'Diogenes a deux'». Int J Geriatr Psychiatry, 7, 11, 1992, pàg. 839–41. DOI: 10.1002/gps.930071111.
- O'Mahony, D; Evans, JG «Diogenes syndrome by proxy». The British Journal of Psychiatry, 164, 5, 1994, pàg. 705–6. DOI: 10.1192/bjp.164.5.705. PMID: 7921736.
- Post F. "Functional disorders: 1. Description, incidence and recognition". In: Levy R, Post F, eds. The psychiatry of late life. Oxford: Blackwell, 1982;180-1.
- Roe, PF. «Self-neglect». Age Ageing, 6, 3, 1977, pàg. 192–4. DOI: 10.1093/ageing/6.3.192. PMID: 899969.
- MacAnespie, H «DIOGENES SYNDROME». The Lancet, 305, 7909, 1975, pàg. 750. DOI: 10.1016/S0140-6736(75)91664-5.
- Wolfson, P; Cohen, M; Lindesay, J; Murphy, E «Section 47 and its use with mentally disordered people». Journal of public health medicine, 12, 1, 1990, pàg. 9–14. PMID: 2390316.